# Ferrovia Hum-Trebigne-Nikšić
La ferrovia Hum-Trebigne-Nikšić era una linea ferroviaria a scartamento ridotto che collegava la località di Hum (oggi in Bosnia ed Erzegovina), posta sulla linea Čapljina-Zelenica, con la città di Trebigne e con Nikšić, nell'attuale Montenegro.

## Storia
La tratta da Hum a Trebigne venne costruita dall'Impero austro-ungarico come diramazione della linea Čapljina-Zelenica, allo scopo di collegare alla rete ferroviaria la fortezza di Trebigne, posta sui confini col Principato del Montenegro.
La linea fu realizzata in scartamento ridotto "bosniaco" (760 mm), come era comune per le realizzazioni austro-ungariche nella regione.
Dopo la prima guerra mondiale l'intera area entrò a far parte del Regno di Jugoslavia, e la linea venne prolungata fino a Nikšić, in primo luogo per le necessità militari e politiche, collegando l'Erzegovina orientale al Montenegro.
Dopo la seconda guerra mondiale, il governo jugoslavo decise la chiusura dell'intera rete a scartamento ridotto, solo parzialmente convertita a scartamento ordinario. La linea Hum-Trebigne-Nikšić cessò l'esercizio negli anni settanta; il Montenegro venne collegato alla rete ferroviaria della Serbia tramite la nuova linea Belgrado-Antivari.

## Caratteristiche

### Percorso
|  | Unknown route-map component "exSTR+l" | Unknown route-map component "exCONTfq" |

| Unknown route-map component "exBHF" |

| Unknown route-map component "exCONTgq" | Unknown route-map component "exABZgr" |  |

| Unknown route-map component "exHST" |

| Unknown route-map component "exBHF" |

| Unknown route-map component "exHST" |

| Unknown route-map component "exHST" |

| Unknown route-map component "exBHF" |

| Unknown route-map component "exTUNNEL2" |

| Unknown route-map component "exHST" |

| Unknown route-map component "exHST" |

| Unknown route-map component "exBHF" |

| Unknown route-map component "exTUNNEL2" |

| Unknown route-map component "exHST" |

| Unknown route-map component "GRZq" | Unknown route-map component "GRZq" + Unknown route-map component "xGRENZE" | Unknown route-map component "GRZ+r" |

|  | Unknown route-map component "exHST" | Unknown route-map component "GRZ" |

|  | Unknown route-map component "exHST" | Unknown route-map component "GRZ" |

|  | Unknown route-map component "exHST" | Unknown route-map component "GRZ" |

|  | Unknown route-map component "exHST" | Unknown route-map component "GRZ" |

| Unknown route-map component "GRZ+l" | Unknown route-map component "GRZq" + Unknown route-map component "xGRENZE" | Unknown route-map component "GRZr" |

| Unknown route-map component "GRZ" | Unknown route-map component "exHST" |  |

| Unknown route-map component "GRZ" | Unknown route-map component "exABZl+l" | Unknown route-map component "exKBHFeq" |

| Unknown route-map component "GRZl" | Unknown route-map component "GRZq" + Unknown route-map component "xGRENZE" | Unknown route-map component "GRZ+r" |

|  | Unknown route-map component "exHST" | Unknown route-map component "GRZ" |

| Unknown route-map component "GRZ+l" | Unknown route-map component "GRZq" + Unknown route-map component "xGRENZE" | Unknown route-map component "GRZr" |

| Unknown route-map component "GRZl" | Unknown route-map component "GRZq" + Unknown route-map component "xGRENZE" | Unknown route-map component "GRZq" |

| Unknown route-map component "exHST" |

| Unknown route-map component "exBHF" |

| Unknown route-map component "exHST" |

| Unknown route-map component "exHST" |

| Unknown route-map component "exBHF" |

| Unknown route-map component "exHST" |

| Unknown route-map component "exHST" |

| Unknown route-map component "exHST" |

| Unknown route-map component "exHST" |

| Unknown route-map component "KBHFxa" |

| Continuation forward |